# San Miguel de Abona
San Miguel de Abona è un comune spagnolo di 8 398 abitanti situato nella comunità autonoma delle Canarie.